# Sumorna stvarnost
Sumorna stvarnost (eng. The Ugly Truth) peti je nastavak serijala "Gregov dnevnik". U ovoj knjizi, Greg se uspijeva smrtno zavaditi s Rowleyjem, pripasti najgorem zamislivom zubaru i završiti na pidžama-partyju iz pakla, a majka se u isto vrijeme školuje pa se Greg mora brinuti za stan.

## Radnja
Greg i Rowley su već dva mjeseca u svađi, a početak škole je sve bliži pa Greg razmišlja tko bi mu mogao biti novi najbolji prijatelj. Sumnja da će se Rowley htjeti pomiriti s njim jer se sad druži s tinejdžerom Brianom koji radi za tvrtku "Kulerski Brian". Idućeg dana Greg dobiva rabljenu knjigu od Jordana Juryja, najpopularnijeg momka u školi, i sjedi za marendom s Brycem Andersonom, najpopularnijim dječakom u njegovom razredu, pa mu se čini da će ovo biti dobra godina. Greg čuje da Rowley ide na koncert pa radi lažne slike za internet kako bi izgledalo da se zabavlja, ali ga uhvati mama.
Ove godine Gregov razred započinje učiti zdravstveni odgoj. Greg je uzbuđen zbog toga, a na televiziji vidi da se traži novo lice "Daška breskve" i pokuša proći audiciju, ali neuspješno. Na večeri tata ih obavijesti da se njegov brat Gary zaručio sa Sonjom, ali to nikog ne uzbudi jer se Gary već triput vjenčao. Vjenčanje će biti u studenome, a zabava će biti u kući prabake Gammie. U ponedjeljak Greg doznaje da imaju novu učiteljicu matematike, gđu Mackelroy, kojoj smeta što su svi znojni nakon tjelesnog pa ravnatelj odluči da se svi moraju tuširati nakon športa, zbog čega se Greg prisjeti kako je ljetos morao puzati kroz odvodnu cijev kako bi došao do Rowleyjeve kuće bez da sretne Fregleyja.
Mama saziva kućni sastanak i govori da će ići na predavanja kako bi stimulirala um. Prvo će ići jedan semestar, a onda će odlučiti hoće li nastaviti ili ne. Dečki ne uspijevaju napraviti večeru pa odlaze van, ali tata ugane gležanj loveći Rodricka. Pošto je mama sad u školi, Gregu oko zadaće pomaže Frank, pa mu ide teško jer se matematika učila na drugačiji način u njegovo vrijeme. Gđa Mackelroy daje učenicima da se služe udžbenicima i bilježnicama kako bi prošli na ispitu, a ona dobila bonus, ali gotovo svi su pali ispit jer su koristile stranice kao streljivo. 
Nakon što Greg zaboravi odnijeti smeće u reciklažni kontejner, tata odluči kako je došlo vrijeme da postane odgovorniji i da se sam budi. No zvukovi prvih dviju budilica samo se uvuku u san, a zbog kucanja treće, starinske, Greg nije mogao spavati pa je u školi zaspao na pola sekunde i aktivirao protupožarni alarm. Učenici kreću na "životne činjenice" kao dio zdravstvenog odgoja, pa uče o zigotama, kromosomima i sličnim stvarima, zbog čega završe zbunjeni. Idućeg dana tata vodi Grega svome zubaru, dr. Salazaru Kaganu, kojem Greg slučajno gricne prst pa ga Kagan natjera da nosi zubni aparatić. Na Gregovu sreću, Manny je ukrao aparatić pa je njegov društveni život spašen.
Na zdravstvenom odgoju djeca se brinu za jaja kako bi naučila što znači biti roditelj, ali mama slučajno skuha jaje za doručak pa Greg dobije lošu ocjenu. Mama i tata odluče otići na romantični vikend, pa se za djecu brine djed. Po povratku kući mama odlučuje unajmiti čistačicu, Isabellu, kako bi čistila kuću umjesto nje. Međutim, Isabella je vrlo lijena i izbjegava raditi. U subotu Greg odlazi na "Zaključavanje", najgori pidžama-party gdje se svi dosađuju pod paskom stotina odraslih i učitelja, zbog čega se razboli i ne može ići u školu. Jordan Jury poziva Grega i Rowleyja na svoju zabavu, ali Greg mora ići na stričevo vjenčanje. Međutim, ispostavi se da su dječaci bili sluge tinejdžerima, a mama prekida školovanje tako da se sve vraća u normalu.